# Plasser & Theurer
Плассер унд Тойрер (нім. Plasser & Theurer) — австрійська фірма, що спеціалізується на виробництві машин, обладнання та інструментів для будівництва, поточного утримання і ремонту залізничної колії та контактної мережі.

## Історія
Фірма заснована в 1953 року. Штаб-квартира в Відні. Основне виробництво в Лінці. З початку  1980-х років співпрацює з залізницями СРСР.

## Філії

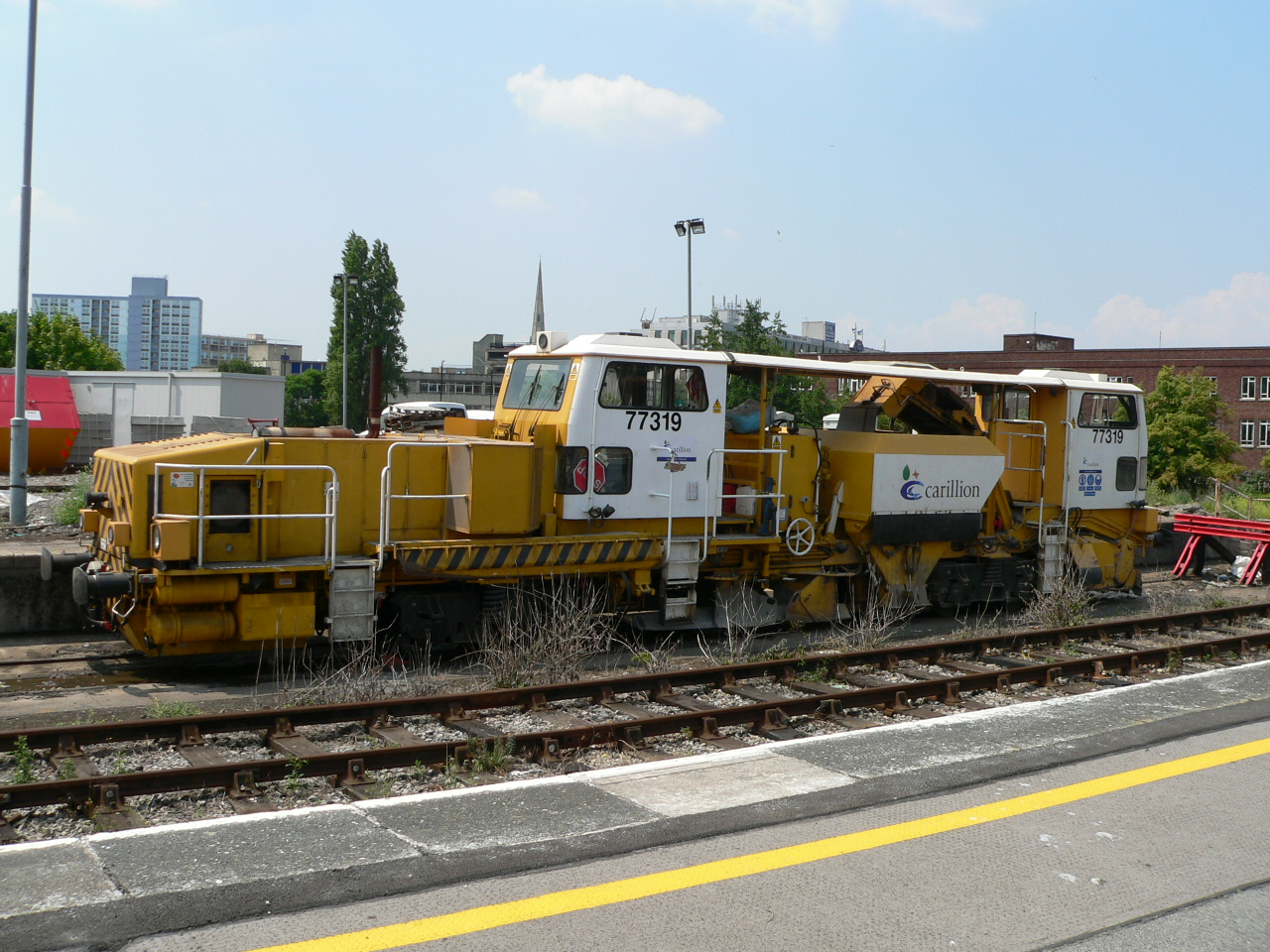
Баласторозподільна машина Plasser & Theurer

Компанія має свої філії в 15 країнах світу :
- Австралія - Plasser Australia Pty Ltd
- Бельгія - Framafer
- Бразилія - Plasser do Brasil Comercio
- Велика Британія - Plasser UK Ltd.
- Німеччина - Deutsche Plasser Bahnbaumaschinen GmbH.
- Гонконг - Plasser Far East Ltd.
- Данія - Plasser Scandinavia Ltd.
- Індія - Plasser India Pvt. Ltd
- Іспанія - Plasser Espanola S.A.
- Італія - Plasser Italiana S.r.l.
- Канада - Plasser Canada Inc.
- Мексика - Plasser Mexicana S.A. de C.V.
- США - Plasser American Corporation
- ПАР - Plasserail-Plasser Railway Machinery (South Africa) (Pty) Ltd
- Японія - Nippon Plasser K.K.

## Продукція
На фірмі створено продуктивні моделі виправочно-підбивних та оздоблювальних, шпалопідбивальні, щебенеочисних і баласточисних, рихтувальних машин, машин для зміни шпал та рейок, залізничні крани та інші технічні засоби.
Значна частина продукції експортується.

### Продукція в Україні
На ПАТ "СКМЗ" ("Старокраматорський машинобудівний завод") по кооперації з фірмою "Plasser & Theurer" з 1999 року налагоджено виробництво колійної техніки для механізованого поточного ремонту та утримання залізничного полотна. Зокрема, щебнеочисні машини RM-80 UHR, машини для праці з верхньою будовою колії Duomatic 09-32 CSM, рухомий склад для перевезення засмічувачів РСЗ-190 та РСЗ-310, універсальні носії обладнання моделі УНО-80.

## Дивитись також
- Щебнеочисна машина RM-80
- Підбивальний експрес "09-3Х DYNAMIC "
- Планувальник баласту SSP 110 SW
- Динамічний стабілізатор колії DGS 62
- Виправочно-підбивальна машина Unimat 08-475 4S